# Microxydia adoxa
Microxydia adoxa là một loài bướm đêm trong họ Geometridae.